# بخش چنگهوا
بخش چنگهوا (به لاتین: Chenghua District) یک منطقهٔ مسکونی در چین است که در چنگدو واقع شده‌است. بخش چنگهوا ۱۱۰٫۶ کیلومتر مربع مساحت و ۹۳۸٬۷۸۵ نفر جمعیت دارد.